# Rektor-Platzer-Ring
Der Rektor-Platzer-Ring ist der goldene Ehrenring der Montanuniversität Leoben. Der Namensgeber Franz Platzer war von 1945 bis 1953 Rektor der Montanistischen Hochschule.

## Geschichte
Anlässlich des 125-jährigen Bestehens der Montanuniversität Leoben (damals „Montanistische Hochschule“) im Jahr 1965 wurde erstmals ein goldener Ehrenring, genannt Rektor-Platzer-Ring, gestiftet. Dieser Ehrenring gebührt seither jenen Diplomingenieuren, die ihr Studium (Bachelor- und Masterstudium) mit ausgezeichneten Leistungen abgeschlossen haben. Die Anforderungen hierfür übersteigen die Voraussetzungen der gesetzlich festgelegten „Auszeichnung“. Der Rektor-Platzer-Ring stellt somit die höchste Auszeichnung dar, die die Montanuniversität Leoben im Rahmen von akademischen Feiern an ihre Absolventen der Masterstudiengänge verleiht.
Für die Verleihung des Rektor Platzer-Ringes ist der Abschluss eines ordentlichen Bachelor- und Masterstudiums an der Montanuniversität Leoben erforderlich. Die Studiendauer darf dabei höchstens zwölf Semester betragen, sofern das Bachelorstudium 210 ECTS umfasst. Bei einem Bachelorstudium mit 240 ECTS beträgt die maximale Studiendauer dreizehn Semester, wobei im Ausland absolvierte Semester nicht berücksichtigt werden. Der Bachelorabschluss muss mit einem Notendurchschnitt von höchstens 1,849 erfolgen. Zudem darf es in den ersten vier Semestern höchstens eine mit „Genügend“ bewertete Lehrveranstaltungsprüfung geben, während alle weiteren Prüfungen ab dem fünften Semester mindestens mit „Befriedigend“ beurteilt sein müssen. Sämtliche Prüfungsfächer des Bachelorstudiums sind mit mindestens „Gut“ abzuschließen. Im Masterstudium müssen alle Lehrveranstaltungsprüfungen mit mindestens „Befriedigend“ bestanden werden. Zusätzlich ist eine mit „Sehr Gut“ bewertete Defensio sowie eine ebenso ausgezeichnete Masterarbeit erforderlich.
Der Ring, der aktuell (Stand: 2025) von der Leobener Goldschmiede Wieser je nach Rezipient in einer größenunterschiedlichen Damen- oder Herrenausführung angefertigt wird, besteht aus einer 14-Karat-Goldlegierung und hat als Emblem in schräg geteilter rechteckiger Form zwei Onyx-Einlagen – laut anderer Quelle Onyx und Chrysopras – in den Farben des Montanwesens (Schwarz und Grün). Er wird nach ausgezeichnetem Abschluss der Zweiten Diplomprüfung durch den Rektor im Rahmen der Akademischen Feier an die Ausgezeichneten übergeben.

## Träger der Stiftung
- Austrian Society for Metallurgy and Materials (ASMET, vormals Eisenhütte Österreich)
- Bergmännischer Verband Österreichs
- Österreichische Gesellschaft für Erdölwissenschaften
- Verband Leobener Kunststofftechniker
- Verein zur Förderung der Interessen der Umwelttechniker
- Montanuniversität Leoben[5]